# اناساگرام
اناساگرام (به انگلیسی: Anasagaram) یک منطقهٔ مسکونی در هند است که در آندرا پرادش واقع شده‌است.

## خصوصیات
اناساگرام ۱٬۴۶۴ نفر جمعیت دارد.